# Marcelo D2
Marcelo D2 (Río de Janeiro, 5 de noviembre de 1967) es un MC brasileño, exvocalista del grupo de rapcore Planet Hemp. Actualmente tiene una carrera en solitario. Es considerado como el pionero en la samba-rap.

## Biografía
Nacido en el barrio de São Cristóvão y criado en una favela en Andaraí, ambos barrios localizados en la conflictiva Zona Norte de Río de Janeiro , Marcelo D2 desde pequeño escuchaba samba, pues era lo que más escuchaba su familia. Antes de lograr vivir de la música tuvo diversos oficios, entre ellos vendedor ambulante de falsificaciones. Entró en el mundo de la música gracias al incentivo de su amigo, Skunk, hoy fallecido. Recuerda su infancia como feliz, a pesar de la de pobreza y la violencia.

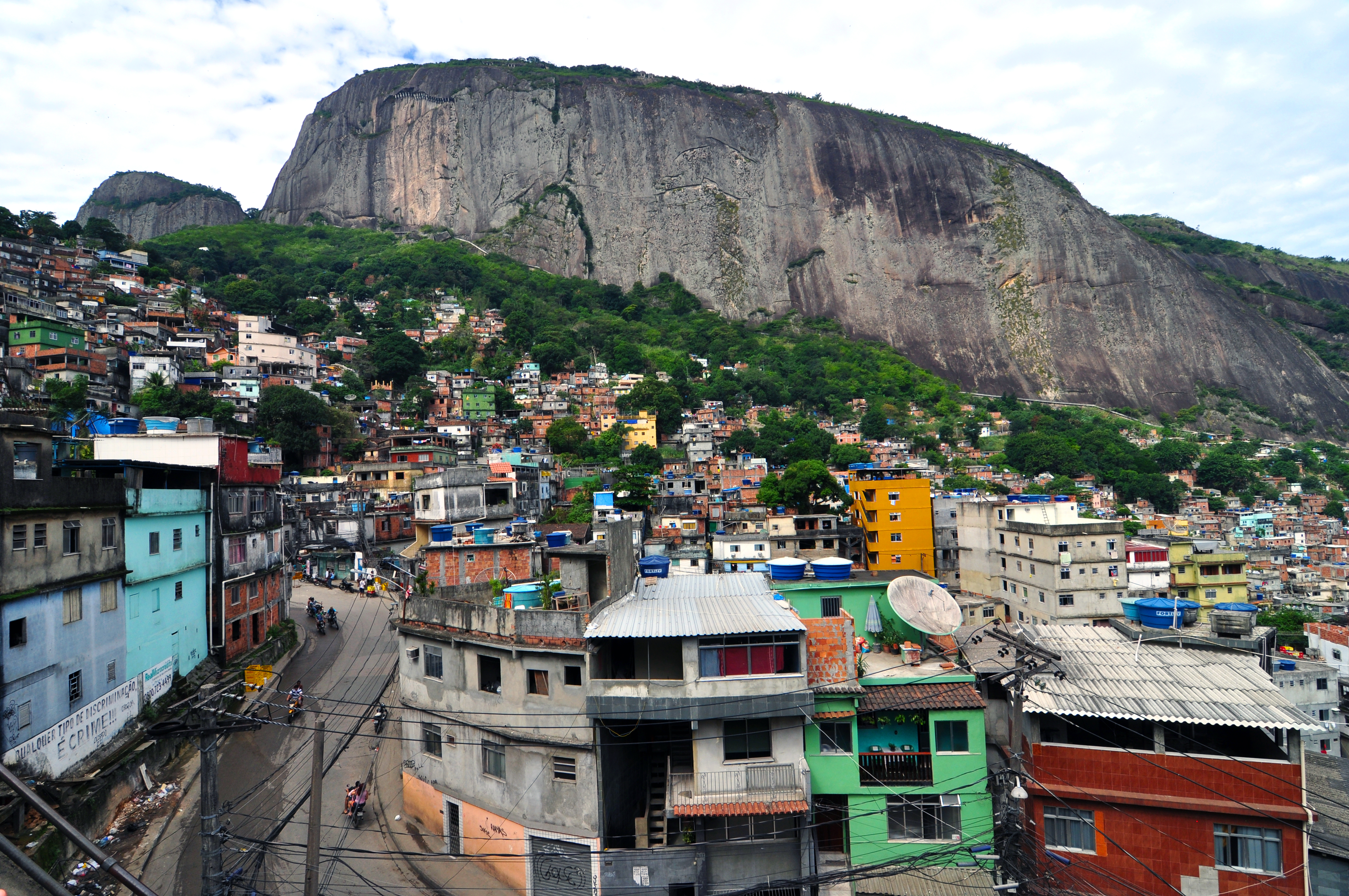
Marcelo D2 creció en una favela

La pérdida de su amigo Skunk en junio de 1994 marcó profundamente su vida y la carrera de D2. Skunk era el vocalista del grupo Planet Hemp en el inicio de la década de 1990. A pesar de contar con un incipiente número de fanes, la banda apenas tocaba en el circuito alternativo carioca en sus comienzos.
El grupo Planet Hemp resultó muy controvertido, ya que criticaban con una acidez corrosiva las duras leyes brasileñas contra las drogas, sufriendo por ello la censura de las autoridades. Además apoyaban la legalización de la marihuana e incluían el tema de su consumo en algunas de sus canciones, algo no muy bien visto por la sociedad brasileña. También se mostraban críticos con la violencia de las fuerzas policiales, con la censura y con la corrupción política.
En el aspecto musical, el grupo se caracterizaba por una interesante mezcla entra rock, hardcore, punk, hip hop, funk y reggae, que en algunos aspectos podría recordarnos a Beastie Boys, Public Enemy, Rage Against the Machine y Chico Science & Nação Zumbi. Además de Marcelo, la banda estaba formada por BNegão, Rafael Crespo, Pedrinho, Formigão, Black Alien, Zé Gonzales, Bacalhau y Skunk.

## Estilo e influencias
Marcelo D2 es conocido por ser el pionero en mezclar hip hop con samba, presente de manera clara en su discografía en solitario. A pesar de ello, las influencias que podemos encontrar en su música son eclécticas: desde clásicos de la samba como Bezerra da Silva, Jovelina o João Nogueira; el punk de Dead Kennedys, el funk de Kool & the Gang, el soul de James Brown o artistas de hip hop old school como Afrika Bambaataa, Gradmaster Flash, Run DMC, Public Enemy y Beastie Boys.
Al comenzar su carrera en solitario, especialmente tras su segundo LP, Marcelo D2 experimenta  una clara evolución en cuanto a madurez y estilo se refiere. 

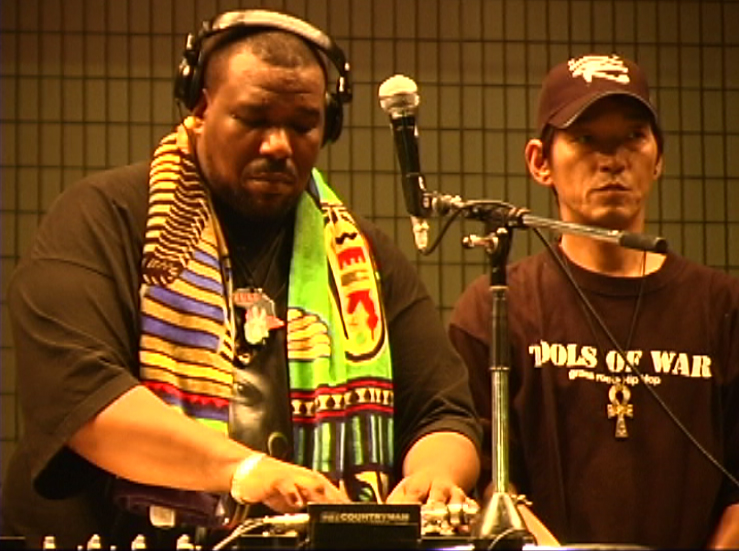
Afrika Bambaataa. El hip hop de la old school está muy presente en la obra de Marcelo.

Respecto a la temática de sus letras, Marcelo D2 podría considerarse un MC atípico dentro del panorama brasileño. Si bien la violencia en las favelas y suburbios, los abusos policiales, las drogas, la corrupción política o las armas estás presentes en sus textos, su habilidad para narrar temas cotidianos (como sus noches pasadas en el decadente pero barrio bohemio de Lapa), letras alejadas del hardcore y más centradas en el egotrip lo alejan del resto de raperos brasileños. 
Una temática positiva en torno a la apología del consumo de marihuana o unos ritmos más bailables hacen que su éxito sea transversal entre la sociedad brasileña, teniendo seguidores desde las favelas a los exclusivos complejos residenciales. Esto es de reseñar, ya que la sociedad brasileña en general está salpicada de prejuicios y estereotipos; el hip hop se asocia con la delincuencia y la marginalidad, por lo que es rechazado por las clases altas y medias quedando relegado así a los grupos menos favorecidos.

## Trayectoria profesional
En 1997 comenzó su carrera en solitario con el lanzamiento de su primer álbum Eu Tiro é Onda, que en la jerga carioca significa "soy poderoso". Grabado en su estudio casero por David Corcos e mezclado en Nueva York y Los Ángeles por Carlos Bess y Mário Caldato Jr, el álbum tuvo gran acogida entre el público y por el movimiento hip hop de São Paulo. Sus mayores éxitos después de comenzar su carrera en solitario fueron "1967", en la que el autor nos narra la historia de su vida, canción inspirada por "Espelho" de João Nogueira, su mayor ídolo junto con Bezerra da Silva. Lanzó su segundo disco en 2003 llamado "A Procura da Batida Perfeita", que incluye los temas "A Maldição do Samba", "Qual É" (su mayor hit) y "Loadeando", esta última cantada junto con su hijo Stephan.
En mayo de 2006, lanzó su tercer disco en solitario: "Meu Samba é Assim". El disco, bien recebido por la crítica, reforzó la tendencia de mezcla de rap con samba, e incluye algunos invitados especiales. Este disco tuvo la oportunidad de defenderlo en directo en el Rock in Rio Lisboa de 2006, en el marco de una gira europea de dos meses de duración tras la cual el artista da algunos conciertos en Estados Unidos.
En 2008 saca A Arte do Barulho. En este trabajo sigue habiendo claras referencias al samba, aunque vuelven las instrumentales más funk y rock, características de su época en Planet Hemp. Son de reseñar las colaboraciones de Seu Jorge, Mariana Aydar, Roberta Sá y Marcos Valle. El tema "Desafabo", incluido en este álbum se convirtió en todo un "hit" a nivel nacional, ya que sonó tanto en las radios como en las pistas de baile, algo prácticamente insólito en Brasil.

## Curiosidades
- El tema Profissao MC fue incluido en la banda sonora del videojuego FIFA 2005, en la que también participan artistas de la talla de Franz Ferdinand, Ivete Sangalo, Air, La Mala Rodríguez, The Streets, Scissor Sisters, Paul Oakenfold o New Order.
- El "D2" de su a.k.a. viene de la expresión "de dois" (dale dos), que se refiere a darle dos caladas a un porro en la jerga brasileña de los consumidores de marihuana.
- Ha colaborado con grandes artistas del samba, como Bezerra da Silva, Zeca Pagodinho, Sérgio Mendes, Arlindo Cruz o Seu Jorge, así como con artistas consagrados y respetados dentro de la escena hip hop de Estados Unidos como Chali2na de Jurassic 5, Shabazz the Disciple o Will.I.Am de Black Eyed Peas.
- La canción "Desabafo", uno de sus mayores hits contiene en el estribillo un sampler de la canción "Deixa Eu Dizer", de la cantante de samba Cláudia en un disco descatalogado de 1973, que nunca llegó a ser reeditado en formato CD.
- En su juventud practicaba skate y realizaba grafitis.
- Aficionado reconocido del Flamengo, recuerda con nostalgia la época dorada del club en la década de los 80, en la que jugadores como Zico, Adílio, Júnior llevaron al club carioca a sus mayores éxitos deportivos: consagrarse campeón de la 
Copa Libertadores y de la Copa Intercontinental.

## Discografía

### ConPlanet Hemp
Álbumes de estudio
- 1995 - Usuário
- 1996 - Hemp New Year
- 1996 - Os Cães Ladram mas a Caravana não Pára
- 2000 - A Invasão do Sagaz Homem Fumaça

Álbumes en directo
- 2001 - MTV ao Vivo: Planet Hemp

### Carrera en solitario
Álbumes
- 1998 - Eu Tiro é Onda
- 2003 - A Procura da Batida Perfeita
- 2006 - Meu Samba é Assim
- 2008 -  A Arte do Barulho
- 2013 -  Nada pode me parar
- 2018 - AMAR é para os FORTES
- 2020 - Assim Tocam os MEUS TAMBORES

Álbumes en directo
- 2004 - Acústico MTV
- 2015 - Nada Pode Me Parar (Ao Vivo)

Recopilatorios
- 2002 - Hip Hop Rio
- 2007 - Perfil

Com Bezerra da Silva
- 2010 - Canta Bezerra da Slva